# Olympische Winterspiele 1932/Bob
Bei den III. Olympischen Winterspielen 1932 in Lake Placid fanden zwei Wettbewerbe im Bobfahren statt. Austragungsort war die Olympia-Bobbahn Mount Van Hoevenberg mit einer Länge von 2366 m und einem Höhenunterschied von 228 m. Erstmals stand ein Zweierbob-Wettbewerb auf dem Programm.

## Bilanz

### Medaillenspiegel
| Platz | Land               | Gold | Silber | Bronze | Gesamt |
| ----- | ------------------ | ---- | ------ | ------ | ------ |
| 1     | Vereinigte Staaten | 2    | 1      | 1      | 4      |
| 2     | Schweiz            | –    | 1      | –      | 1      |
| 3     | Deutsches Reich    | –    | –      | 1      | 1      |

### Medaillengewinner
| Konkurrenz | Gold                                                  | Silber                                                     | Bronze                                                   |
| ---------- | ----------------------------------------------------- | ---------------------------------------------------------- | -------------------------------------------------------- |
| Zweierbob  | Hubert Stevens, Curtis Stevens                        | Reto Capadrutt, Oscar Geier                                | Jack Heaton, Robert Minton                               |
| Viererbob  | Billy Fiske, Edward Eagan, Clifford Gray, Jay O’Brien | Henry Homburger, Percy Bryant, Paul Stevens, Edmund Horton | Hanns Kilian, Max Ludwig, Hans Mehlhorn, Sebastian Huber |

## Ergebnisse
(alle Zeiten in min)

### Zweierbob
| Platz | Land | Sportler                                              | 1. Lauf | 2. Lauf | 3. Lauf | 4. Lauf | Gesamt  |
| ----- | ---- | ----------------------------------------------------- | ------- | ------- | ------- | ------- | ------- |
| 1     | USA  | USA I: Hubert Stevens, Curtis Stevens                 | 2:13,10 | 2:04,27 | 1:59,69 | 1:57,68 | 8:14,74 |
| 2     | SUI  | Schweiz I: Reto Capadrutt, Oscar Geier                | 2:05,88 | 2:07,21 | 2:03,52 | 1:59,67 | 8:16,28 |
| 3     | USA  | USA II: Jack Heaton, Robert Minton                    | 2:15,02 | 2:07,51 | 2:04,29 | 2:02,33 | 8:29,15 |
| 4     | ROM  | Rumänien I: Alexandru Papană, Dumitru Hubert          | 2:15,51 | 2:07,82 | 2:06,12 | 2:03,02 | 8:32,47 |
| 5     | GER  | Deutschland I: Hanns Kilian, Sebastian Huber          | 2:15,27 | 2:11,08 | 2:05,82 | 2:03,19 | 8:35,36 |
| 6     | ITA  | Italien I: Teofilo Rossi di Montelera, Italo Casini   | 2:15,45 | 2:08,10 | 2:06,58 | 2:06,20 | 8:36,33 |
| 7     | GER  | Deutschland II: Werner Huth, Max Ludwig               | 2:11,53 | 2:11,58 | 2:11,32 | 2:10,62 | 8:45,05 |
| 8     | ITA  | Italien II: Agostino Lanfranchi, Gaetano Lanfranchi   | 2:20,08 | 2:13,47 | 2:08,00 | 2:09,11 | 8:50,66 |
| 9     | BEL  | Belgien I: Max Houben, Louis Van Hege                 | 2:17,68 | 2:14,90 | 2:10,90 | 2:09,62 | 8:53,10 |
| 10    | BEL  | Belgien II: Christian Hansez, Jacques Maus            | 2:17,01 | 2:16,74 | 2:13,59 | 2:13,81 | 9:01,15 |
| 11    | FRA  | Frankreich I: Louis Balsan, Daniel Armand-Delille     | 2:20,10 | 2:19,37 | 2:13,56 | 2:09,56 | 9:02,59 |
| 12    | AUT  | Österreich I: Hugo Weinstengl, Johann Baptist Gudenus | 2:23,83 | 2:21,82 | 2:16,19 | 2:14,58 | 9:16,42 |

1. und 2. Lauf: 9. Februar 1932 
 3. und 4. Lauf: 10. Februar 1932
12 Bobs am Start, alle in der Wertung.

### Viererbob
| Platz | Land | Sportler                                                                                     | 1. Lauf | 2. Lauf | 3. Lauf | 4. Lauf | Gesamt  |
| ----- | ---- | -------------------------------------------------------------------------------------------- | ------- | ------- | ------- | ------- | ------- |
| 1     | USA  | USA I: Billy Fiske, Edward Eagan, Clifford Gray, Jay O’Brien                                 | 2:00,52 | 1:59,16 | 1:57,41 | 1:56,59 | 7:53,68 |
| 2     | USA  | USA II: Henry Homburger, Percy Bryant, Paul Stevens, Edmund Horton                           | 2:01,77 | 2:01,09 | 1:58,56 | 1:54,28 | 7:55,70 |
| 3     | GER  | Deutschland I: Hanns Kilian, Max Ludwig, Hans Mehlhorn, Sebastian Huber                      | 2:03,11 | 2:01,34 | 1:58,19 | 1:57,40 | 8:00,04 |
| 4     | SUI  | Schweiz I: Reto Capadrutt, Hans Eisenhut Charles Jenny, Oscar Geier                          | 2:06,81 | 2:03,40 | 2:01,47 | 2:00,50 | 8:12,18 |
| 5     | ITA  | Italien I: Teofilo Rossi di Montelera, Agostino Lanfranchi, Gaetano Lanfranchi, Italo Casini | 2:07,87 | 2:06,62 | 2:07,94 | 2:01,78 | 8:24,21 |
| 6     | ROM  | Rumänien I: Alexandru Papană, Alexandru Ionescu, Ulise Petrescu, Dumitru Hubert              | 2:09,09 | 2:14,32 | 2:02,00 | 1:58,81 | 8:24,22 |
| 7     | GER  | Deutschland II: Georg Gyssling, Walther von Mumm, Hasso von Bismarck, Gerhard von Hessert    | 2:11,59 | 2:11,72 | 2:07,89 | 2:04,25 | 8:35,45 |

1. und 2. Lauf: 14. Februar 1932 
 3. und 4. Lauf: 15. Februar 1932
7 Bobs am Start, alle in der Wertung.
Seit 1932 dürfen nur noch vier Fahrer im Viererbob sitzen, vorher durften es auch fünf sein. Das Rennen im Vierer wurde wegen schlechter Wetterbedingungen erst nach der Abschlusszeremonie der Winterspiele ausgetragen.